# Pergola (giardinaggio)

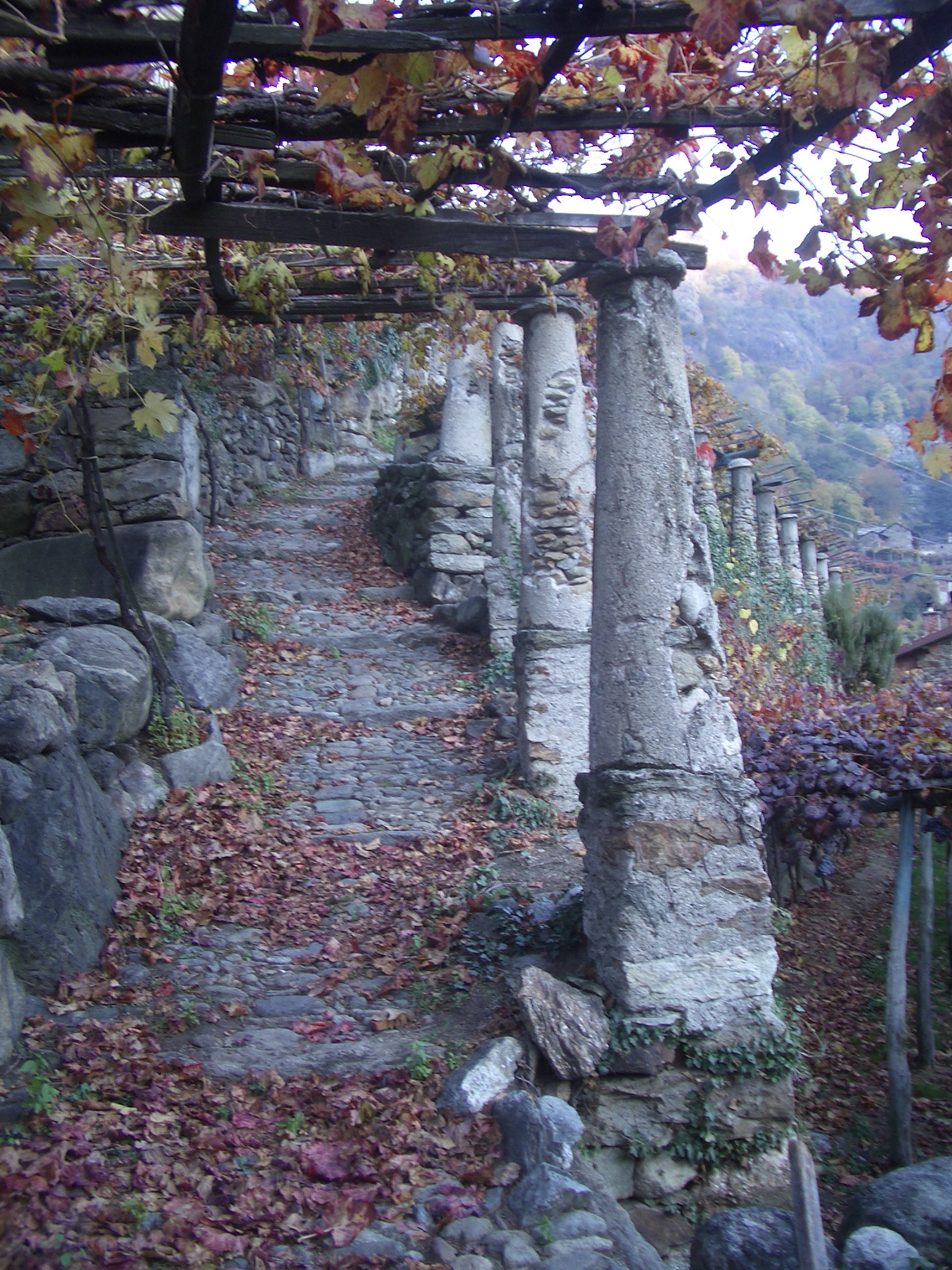
Uno scosceso viottolo a Settimo Vittone: pergola rustica con montanti in muratura grezza e travi in legno, a sostenere la vegetazione di viti da uva.

La pergola o pergolato indica in giardinaggio un elemento strutturale e decorativo di un giardino o di un orto, che costituisce un vano di passaggio ombreggiato foggiato a galleria e sostenuto da pilastri; è coperto da un'intelaiatura di travi, trasversali e longitudinali che hanno la funzione di sostenere la vegetazione di piante, e che naturalmente hanno uno sviluppo tale da permettere la copertura della struttura stessa.
Il termine pergola infatti deriva dal tardo latino pergere ("sporgere", quindi sporgenza, applicazione).

## Storia

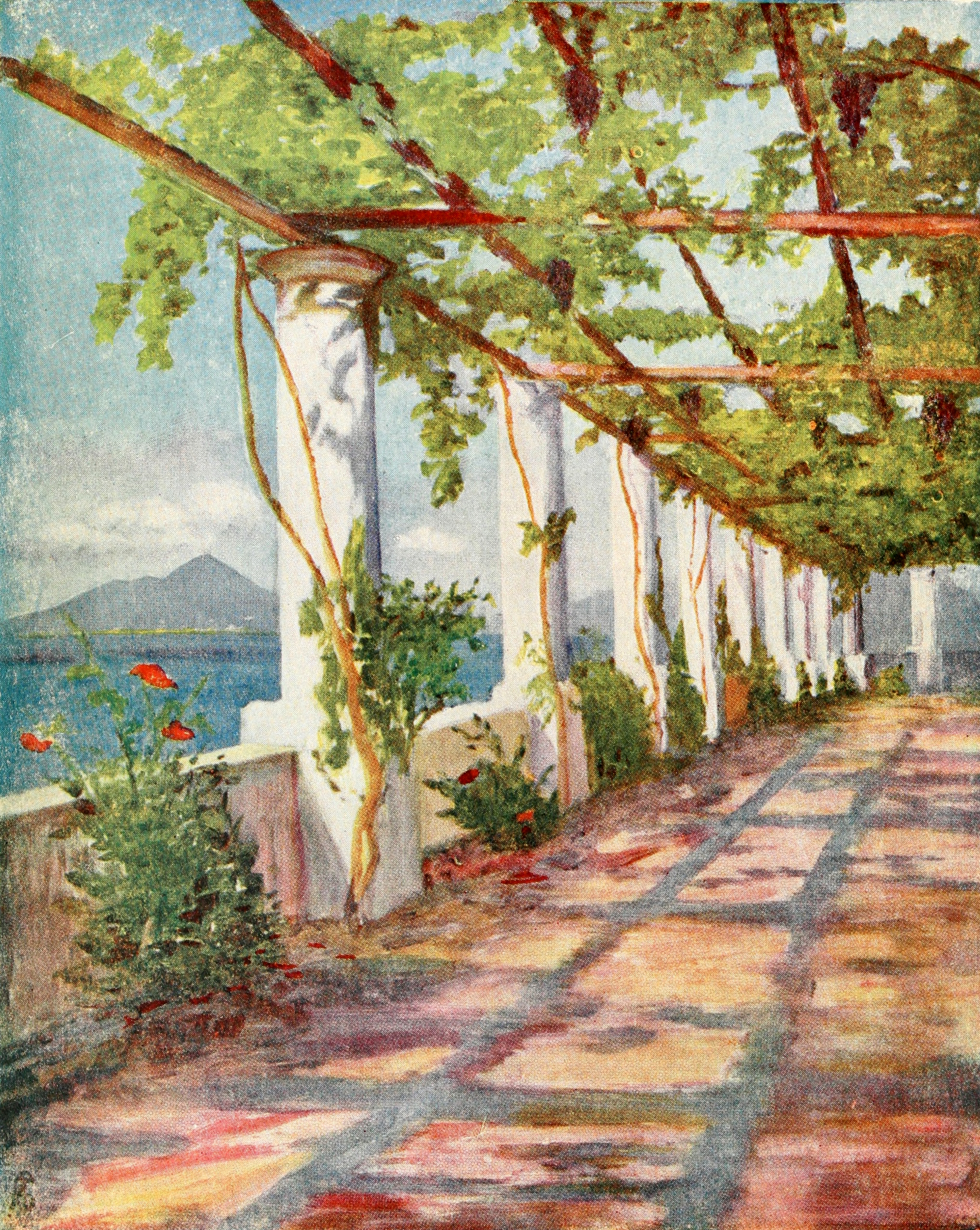
Rappresentazione di pergola italiana (John Finnemore).

Derivando direttamente dall'italiano, il termine relativo al manufatto è ripreso invariato e con significato analogo anche in inglese e poi diffuso in altre lingue. 
Il termine fu annotato nel 1645 da John Evelyn in seguito a una sua visita a Roma al chiostro di Trinità dei Monti, e fu usato per nominare una struttura analoga a quella di Roma, da lui realizzata con il conte di Pembroke nelle downland presso Salisbury nel 1654.
La natura chiaramente artificiale della pergola fa infine scomparire la visione romantica delle strutture in mattoni o pietra lavorata del 1700 e del 1800, "affogate" e quasi a funzione accessoria, del trionfo naturalistico e lussureggiante di un estetico, e apparentemente casuale, disordine

## Caratteristiche
La pergola è costituita da un'intelaiatura in legno o in metallo che formano pareti e copertura aperte, che servono da sostegno a piante rampicanti, come ad esempio la vite o il glicine. I lati sono spesso realizzati con pilastri posti a una certa distanza l'uno dall'altro. È di forma allungata, in modo da poter coprire un percorso su cui poter camminare all'ombra delle piante.
È frequente l'accostamento di pergole a fabbricati, di cui la pergola costituisce spesso appendice, o parte sporgente, spesso a coprire terrazze, e a ottenere l'ombreggiamento sia del piano di terrazza che dei fronti del fabbricato.
Quando la struttura non copre un percorso o un terrazzo, ma un punto di sosta, non si tratta di una pergola, ma di un bersò, in genere anch'esso coperto da rampicanti e atto a riparare dal sole.

## Utilizzo

### Uso architettonico
La pergola ha un uso importante per costituire un percorso coperto e ombreggiato ai viali di collegamento tra fabbricati diversi o per copertura di terrazzi. La condizione prevalente è di avere parzialmente o del tutto solo la parete a "tetto" coperta da vegetazione; in tal modo è permessa la ventilazione, ed è ammessa la visuale orizzontale.

La ventilazione è molto importante dal punto di vista funzionale, oltre che architettonico, dato che questa mantiene condizioni di salubrità alle piante, evitando ristagni di umidità e riducendo l'incidenza di infestazioni patogene.

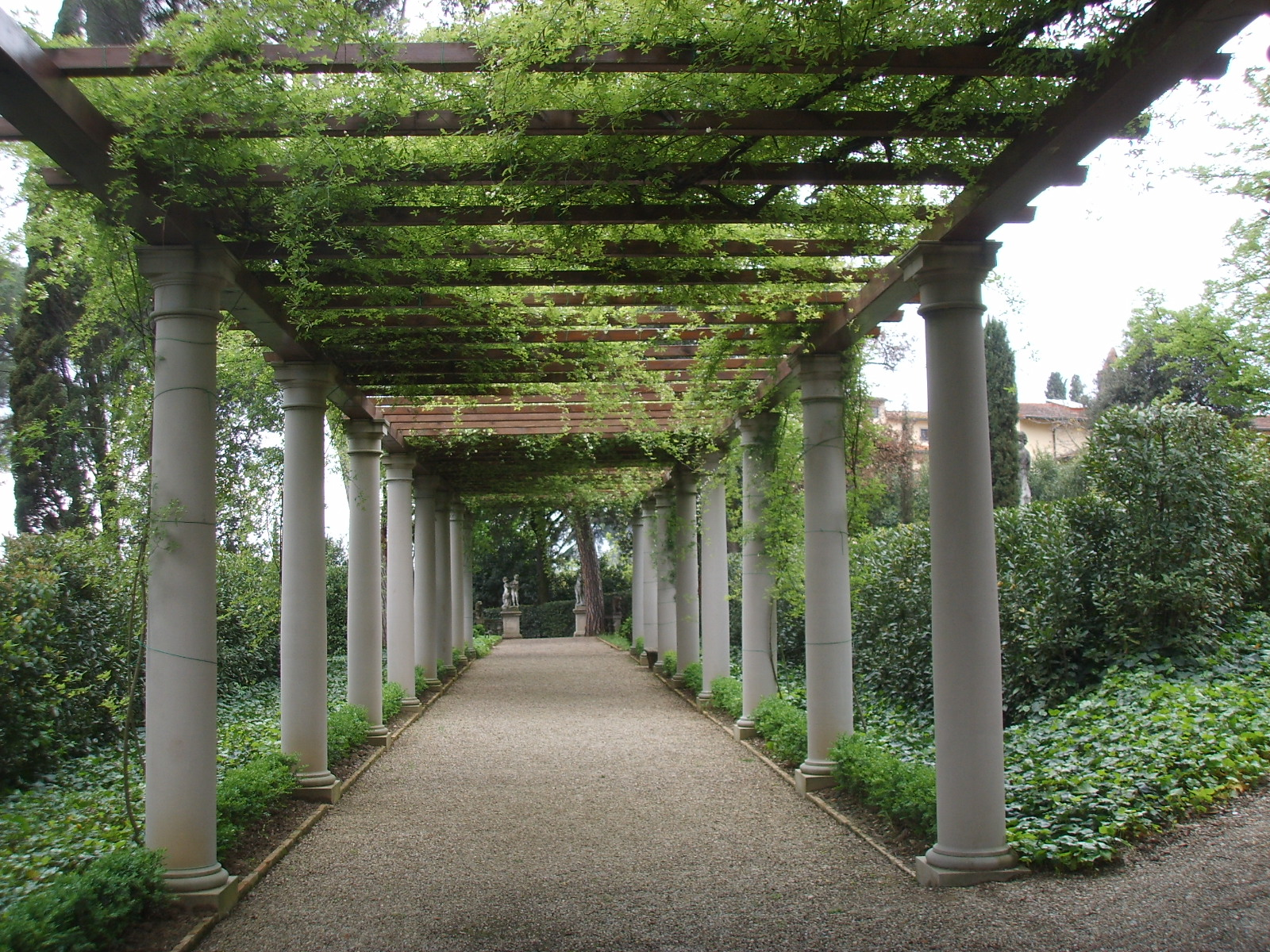
Villa La Pietra, Firenze, giardino est, pergolato con colonne.

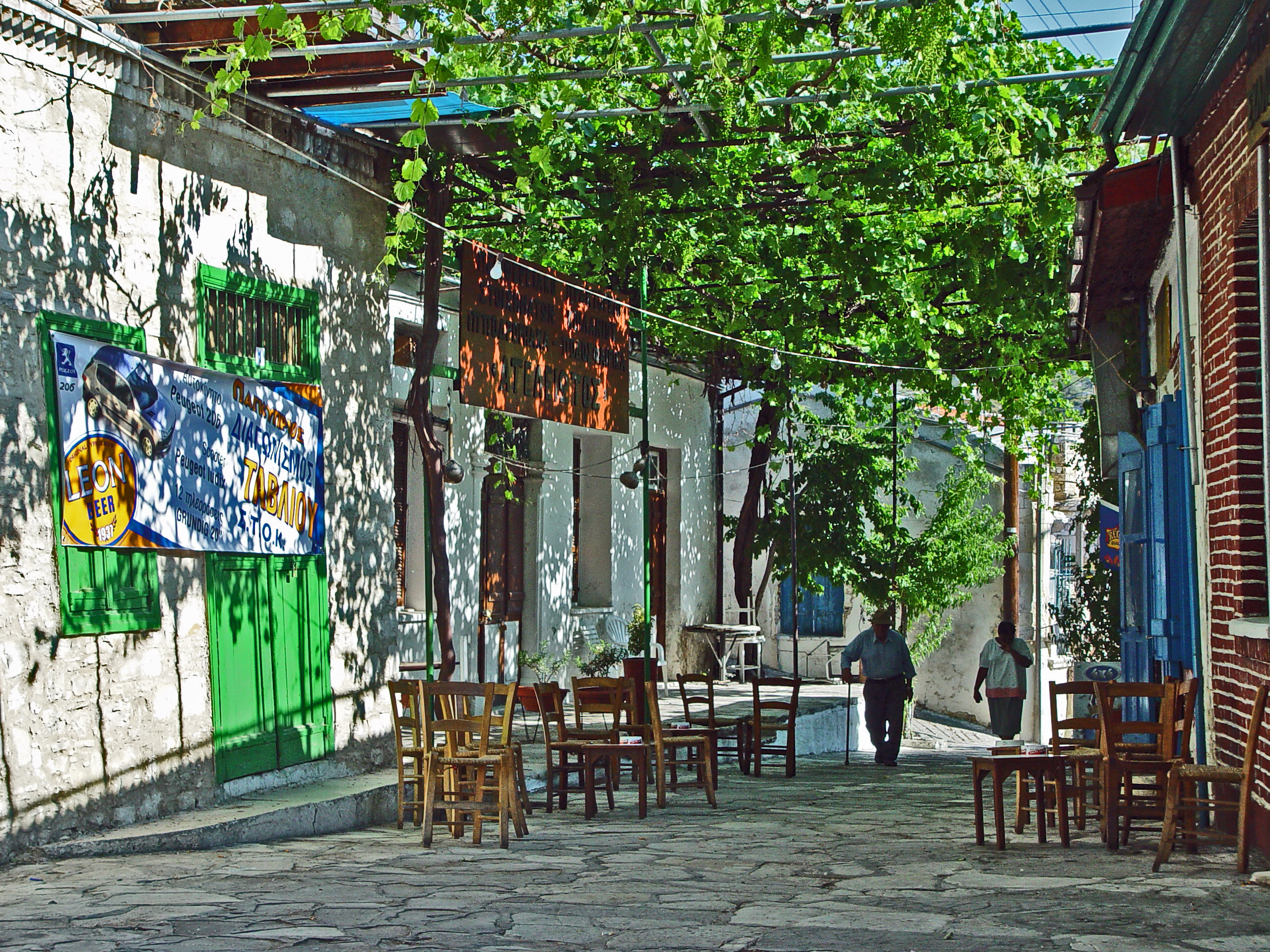
Copertura di pergolato con viti nel centro del villaggio di Koilani a Cipro.

### Uso pratico
In agricoltura la pergola è utilizzata soprattutto in viticultura e ha come caratteristica l'utilizzo della esposizione alla luce solare nelle ore centrali del giorno, sfruttando l'ombreggiamento per la conservazione dell'umidità del suolo dove questa è carente ed evitando le ustioni ai grappoli. Un tipo particolare di pergola continua, ottimizzata per i trattamenti e le operazioni di conduzione è il tendone.
In caso di copertura di viottoli, o di altre superfici alienate alla coltivazione, la copertura a pergola permette l'utilizzazione della radiazione solare incidente su superfici che altrimenti non sarebbero utilizzabili.
Negli ultimi anni si è assistito a una veloce evoluzione dei materiali utilizzati quali alluminio e PVC per la cosiddetta pergotenda.

## Piante e materiali

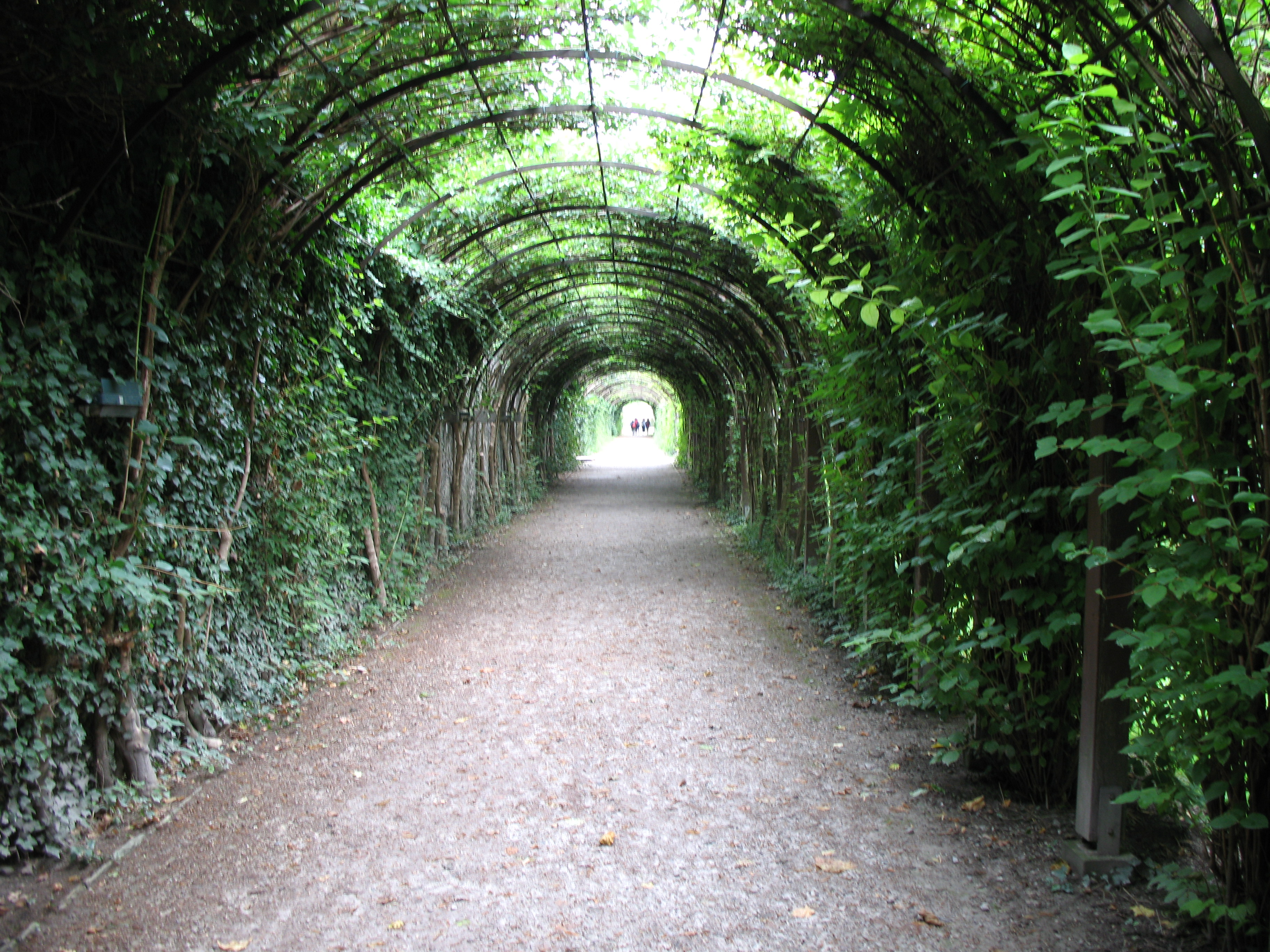
Conservazione della riservatezza in un tunnel vegetale a pergola, realizzato con materiali moderni. Mirabellgarten, Salisburgo.

La pianta che elettivamente è considerata primariamente "da pergola" è la vite, ma sono considerate ugualmente per tale uso tutta una serie di piante che hanno tendenza a coprire e arrampicare. 
Tra queste alcune varietà di rose, clematidi, ipomee, in cui si unisce l'effetto ombreggiante a quello decorativo (colori e profumo).

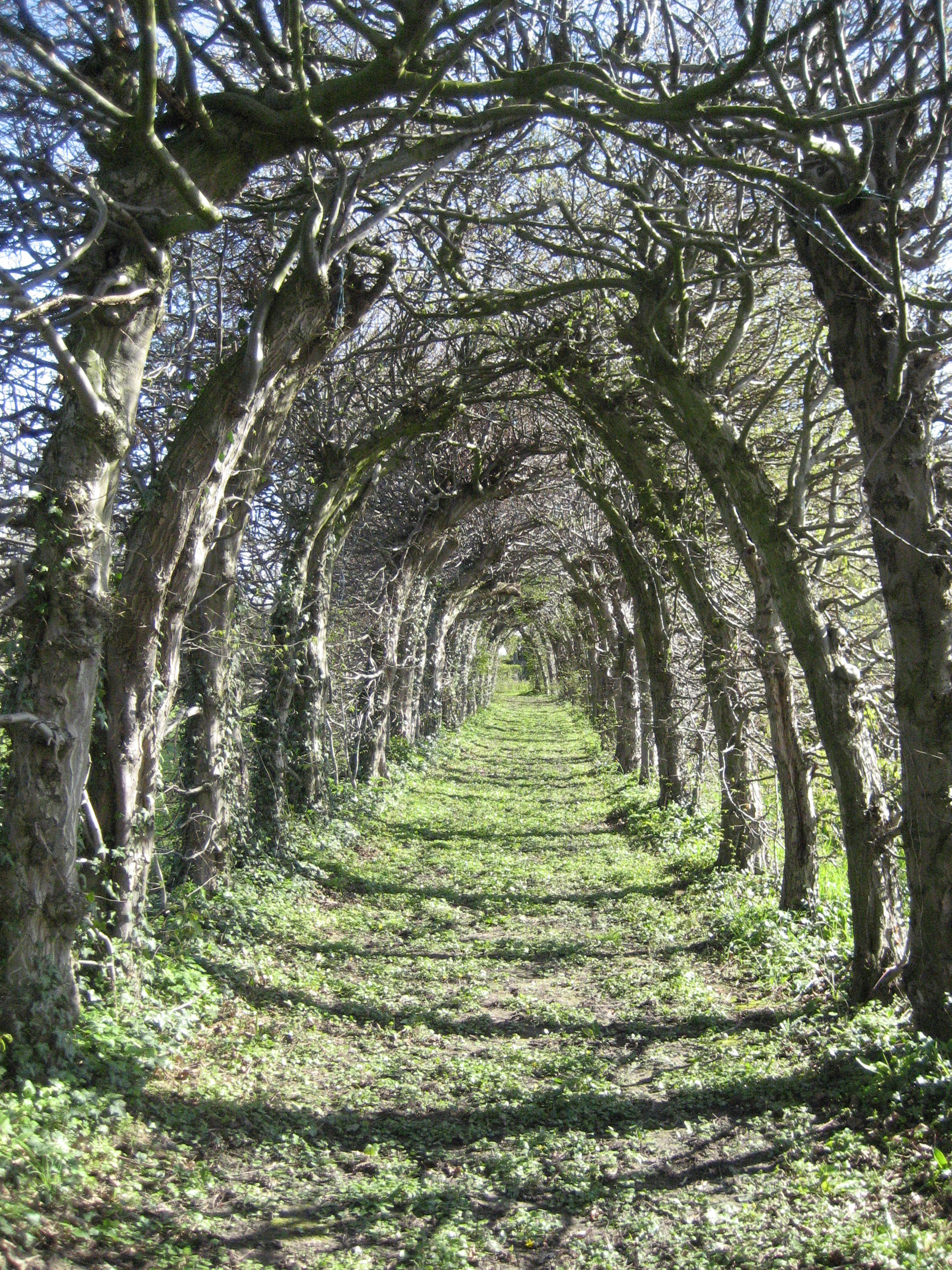
I carpini del tunnel vegetale di Pitet, lungo 180 metri, risalgono al XIX secolo e sono inclusi nell'elenco delle proprietà classificate di Braives, provincia di Liegi, in Belgio (1942).

Con l'unione a materiali tecnologici sicuri (soprattutto in pergole tecniche in agricoltura, dove si usa estesamente l'acciaio zincato), in epoca attuale per il pergolato da orto o giardino, ritorna il valore predominante del legno naturale, con forme semplici ed essenziali, utilizzando spesso legname comune, e assegnando la conservazione più alla durabilità propria dei materiali (legno, acciaio zincato o plasticato), che ai trattamenti applicati.
I materiali e le forme sono quelle corrispondenti delle epoche storiche, quando vi fu l'uso per le pergole agricole del legno e della pietra per le colonne (o montanti), e legno grezzo di castagno per le travi.
Più delicate e complesse furono le pergole signorili, con aste intrecciate di frassino e castagno, e con pareti semichiuse, per assicurare il riserbo e la esclusività, con superfici vegetali occludenti, complicandone quindi notevolmente la gestione.
Gli stili architettonici delle strutture seguirono quelle dei fabbricati dell'epoca e l'evolversi dei costumi e delle culture, quindi colonne e travi sono in stile con i fabbricati dell'epoca.